# Navadijos
Navadijos é um município da Espanha na província de Ávila, comunidade autónoma de Castela e Leão, de área 19,85 km² com população de 64 habitantes (2007) e densidade populacional de 2,88 hab/km².
Navadijos localiza-se a mais de 1.500 metros de altitude e conserva mostras de arquitectura tradicional como currais com portões carroceiros.

## Demografia
| Variação demográfica do município entre 1991 e 2004 | Variação demográfica do município entre 1991 e 2004 | Variação demográfica do município entre 1991 e 2004 | Variação demográfica do município entre 1991 e 2004 |
| --------------------------------------------------- | --------------------------------------------------- | --------------------------------------------------- | --------------------------------------------------- |
| 1991                                                | 1996                                                | 2001                                                | 2004                                                |
| 86                                                  | 67                                                  | 56                                                  | 57                                                  |